# 八德路 (嘉義市)
八德路（Bade Rd.）為臺灣嘉義市南北向的重要道路之一。南接中興路，北接世賢路一段。

## 沿經行政區域
- 西區

## 車道配置
全線：雙向各二車道及中央綠化安全島，並各設有一機慢車道。（內線車道禁行機慢車）

## 沿線設施
（由南至北）

### 公車車站
- 嘉義BRT世賢八德站（世賢八德路口，位於世賢路上）

### 其他
- 嘉義市立僑平國民小學 （页面存档备份，存于）（德安路10號）